# Mortal Kombat Trilogy
Mortal Kombat Trilogy è un videogioco picchiaduro a incontri della serie Mortal Kombat, pubblicato dal 1996 per varie console dalla Midway Games. È la terza edizione di Mortal Kombat 3, dà la possibilità al giocatore di utilizzare tutti i personaggi che si potevano scegliere nei precedenti giochi dal primo Mortal Kombat fino a Ultimate Mortal Kombat 3.

## Modalità di gioco
Mortal Kombat Trilogy introduce la barra di aggressione (Aggressor bar), che si riempie man mano che i lottatori combattono. Quando la barra si riempie, il personaggio diventa più veloce e più forte per un breve periodo di tempo, durante il quale è in grado di infliggere più danni. Sono stati aggiunti anche i combattimenti simultanei 3-contro-3 (solo nella versione N64). Fanno il loro ingresso anche le Brutality, che richiedono al giocatore di eseguire una combo di 11 pulsanti che causa l'esplosione dell'avversario. Esse vennero inizialmente inserite nella conversione di UMK3 per Megadrive e SNES. Inoltre molti dei personaggi di Mortal Kombat Trilogy hanno nuove mosse speciali e nuove mosse per terminare l'avversario.

### Personaggi
In questo titolo si possono selezionare personaggi che erano non selezionabili in UMK3 o che provenivano dai titoli precedenti, come ad esempio Smoke versione ninja normale o robot, Rain, Noob Saibot, Ermac, Goro, Kintaro, Motaro e Shao Kahn. Inoltre, con dei trucchi si possono selezionare personaggi come Jax e Kung Lao in versione Mortal Kombat II, e Raiden e Kano in versione Mortal Kombat. Inoltre, sono disponibili due personaggi segreti: Chameleon, e la sua controparte femminile 
Khameleon (solo per N64).
- Baraka
- Chameleon
- Cyber Smoke
- Cyrax
- Ermac
- Goro
- Jade
- Jax
- Johnny Cage
- Kabal
- Kano
- Kintaro
- Kitana
- Kung Lao
- Liu Kang
- Mileena
- Motaro
- Nightwolf
- Noob Saibot
- Raiden
- Rain
- Reptile
- Scorpion
- Sektor
- Shang Tsung
- Shao Kahn
- Sheeva
- Sindel
- Smoke
- Sonya Blade
- Stryker
- Sub-Zero/Bi-Han
- Sub-Zero/Kuai Liang